# Stephen Hodge
Stephen Hodge (Adelaide, 18 juli 1961) is een voormalig Australische wielrenner.
Hij was prof van 1987 tot en met 1996. Hodge begon met wielrennen in Canberra, gedurende zijn studie aan de universiteit aldaar. Hij nam als profrenner tien maal deel aan de wereldkampioenschappen en voltooide zes keer de Ronde van Frankrijk.
Na zijn actieve carrière werd Hodge betrokken bij de coaching van wielrenners in Australië.

## Belangrijkste overwinningen
1986
- Giro del Mendrisiotto

1988
- Grote Prijs Raymond Impanis

1990
- Clásica a los Puertos de Guadarrama

## Resultaten in voornaamste wedstrijden
| Jaar | Ronde van Italië | Ronde van Frankrijk | Ronde van Spanje |
| ---- | ---------------- | ------------------- | ---------------- |
| 1987 |                  |                     |                  |
| 1988 |                  |                     |                  |
| 1989 |                  | 83e                 |                  |
| 1990 | 19e              | 34e                 |                  |
| 1991 | 26e              | 67e                 |                  |
| 1992 |                  | 93e                 | 26e              |
| 1993 |                  |                     | 85e              |
| 1994 |                  | 83e                 | 31e              |
| 1995 | 85e              | 64e                 |                  |
| 1996 | 76e              |                     | 76e              |

| Jaar | Milaan-San Remo | Gent-Wevelgem | Ronde van Vlaanderen | Parijs-Roubaix | Amstel Gold Race | Luik-Bast.‑Luik | Ronde van Lombardije | Parijs-Tours |  | WK op de weg |
| ---- | --------------- | ------------- | -------------------- | -------------- | ---------------- | --------------- | -------------------- | ------------ |  | ------------ |
| 1987 |                 | 119e          |                      |                |                  | 101e            |                      | 50e          |  |              |
| 1988 |                 |               | 85e                  |                |                  |                 |                      | 43e          |  | 63e          |
| 1989 | 100e            | 78e           |                      |                |                  |                 | 55e                  |              |  |              |
| 1990 | 58e             |               | 95e                  | 70e            | 49e              | 116e            | 17e                  | 50e          |  | 42e          |
| 1991 | 21e             |               | 23e                  |                | 62e              | 29e             | 41e                  | 110e         |  | 8e           |
| 1992 | 36e             |               | 31e                  | 65e            |                  |                 | 10e                  | 40e          |  | 19e          |
| 1993 | 65e             | 34e           |                      | 57e            |                  |                 | 56e                  |              |  | 33e          |
| 1994 | 40e             |               | 70e                  |                |                  |                 |                      |              |  |              |
| 1995 | 114e            | 49e           | 74e                  | 41e            | 54e              |                 |                      | 63e          |  |              |
| 1996 | 70e             |               |                      |                |                  |                 |                      |              |  |              |

## Ploegen
- 1987-KAS
- 1988-KAS-Canal 10
- 1989-Caja Rural-Paternina
- 1990-ONCE
- 1991-ONCE
- 1992-ONCE
- 1993-ONCE
- 1994-Festina-Lotus
- 1995-Festina-Lotus
- 1996-Festina-Lotus

Aldanondo ·
Chozas ·
H. Díaz ·
P. L. Díaz ·
Díaz de Otazu ·
Franco · 
Fuerte ·
Hernández · 
Hodge ·
Jusdado ·
Lejarreta ·
Martínez ·
Mauri ·
Muñoz ·
Pedersen ·
Prieto ·
Ruiz ·
Villanueva · 
J. Weltz ·
K. Weltz
Ahedo ·
Aldanondo ·
Chozas ·
H. Díaz ·
P. L. Díaz ·
Díaz de Otazu ·
Fuerte ·
Hernández · 
Hodge ·
Jusdado ·
Lejarreta ·
Llaneras ·
Martínez ·
Mauri ·
Pedersen ·
Villanueva · 
J. Weltz ·
K. Weltz ·
Zülle
Ahedo ·
Aiarzagüena ·
Aldanondo ·
Bruyneel ·
H. Díaz ·
P. L. Díaz ·
Díaz de Otazu ·
Fuerte ·
Hodge ·
Jalabert · 
Lejarreta ·
Llaneras ·
Louviot ·
Martínez ·
Mauri ·
Stephens ·
Villanueva · 
J. Weltz ·
K. Weltz ·
Zülle ·
García (stagiair)
Ahedo ·
Aiarzagüena ·
Aldanondo ·
Breukink ·
Bruyneel ·
H. Díaz ·
P. L. Díaz ·
Díaz de Otazu ·
Dufaux ·
F. J. García ·
M. García ·
Hodge ·
Jalabert · 
Leanizbarrutia ·
Llaneras ·
Louviot ·
Martínez ·
Romero ·
Stephens ·
Weltz ·
Zülle
Bagot ·
Cepele ·
Finco ·
Goubert ·
Henry ·
Hervé ·
Hodge ·
Koerts ·
Leblanc  ·
Lezaun ·
Lino ·
Maier (tot 30/06) ·
Pérez ·
Piñero ·
Plaza ·
van Poppel ·
Teyssier · 
Torres · 
Vermote ·
Virenque ·
Laukka (stagiair) ·

Mancebo (stagiair) ·
Martin (stagiair) 
Arenas ·
Boscardin ·
Brochard ·
Chiotti ·
Dufaux ·
Goubert ·
Halgand ·
Henry ·
Hervé ·
Hodge ·
Jeker ·
Laukka ·
Martin ·
Michaelsen ·
Moreau ·
Plaza ·
Robin ·
Tebaldi ·
Teyssier · 
Torres · 
Virenque ·
Gougot (stagiair) ·
Vifian (stagiair) 
Arenas ·
Bassons ·
Boscardin ·
Brochard ·
Chiotti ·
Dufaux ·
García ·
Goubert ·
Halgand ·
Hernández ·
Hervé ·
Hodge ·
Jeker ·
Laukka ·
Lebreton ·
Magnien ·
Martin ·
Michaelsen ·
Moreau ·
Plaza ·
Robin ·
Tebaldi ·
Virenque ·
Barbier (stagiair) ·
Vifian (stagiair) 